# Interkwartielafstand
In de statistiek is de interkwartielafstand het verschil tussen het eerste en derde kwartiel, dus {\displaystyle Q_{3}-Q_{1}}.
Het eerste kwartiel ({\displaystyle Q_{1}}) is de getalswaarde die de laagste 25% van de getalswaarden onderscheidt van de hogere waarden, ook wel 25e percentiel genoemd. Het derde kwartiel ({\displaystyle Q_{3}}) is de getalswaarde die de hoogste 25% van de getalswaarden onderscheidt van de lagere waarden (ook wel 75e percentiel genoemd)
De interkwartielafstand is een maat voor de spreiding van een verdeling, dus de mate waarin de waarden onderling verschillen.

## Voorbeeld
| {\displaystyle i} |  | {\displaystyle x[i]} |      |                      |                           |           |
|                   |  |                      |      |                      |                           |           |
| 1                 |  | 102                  |      |                      |                           |           |
| 2                 |  | 104                  |      |                      |                           |           |
| 3                 |  | 105                  | ---- | het eerste kwartiel, | {\displaystyle Q_{1}=105} |           |
| 4                 |  | 106                  |      |                      |                           |           |
| 5                 |  | 108                  |      |                      |                           |           |
| 6                 |  | 109                  | ---- | het tweede kwartiel, | {\displaystyle Q_{2}=109} | (mediaan) |
| 7                 |  | 110                  |      |                      |                           |           |
| 8                 |  | 112                  |      |                      |                           |           |
| 9                 |  | 115                  | ---- | het derde kwartiel,  | {\displaystyle Q_{3}=115} |           |
| 10                |  | 115                  |      |                      |                           |           |
| 11                |  | 118                  |      |                      |                           |           |
|                   |  |                      |      |                      |                           |           |

In dit voorbeeld is de interkwartielafstand {\displaystyle Q_{3}-Q_{1}=115-105=10}.